# 硫酸マンガン(II)
硫酸マンガン(II)（英: manganese(II) sulfate） は、マンガンの硫酸塩で、化学式MnSO4で表される無機化合物である。
多くの金属硫酸塩と同様に無水物といくつかの水和物があり、一・四・五・七水和物が知られている。中でも一水和物が一般的である。無水物は無色で潮解性のある固体である。水和物はいずれも、二価のマンガン塩に特徴的な、淡いピンク色をした固体である。これらは天然にはズミク石（Szmikite、一水和物）、アイレス石（Ilesite、四水和物）、上国石（Jokokuite、五水和物）、マラー石（Mallardite、七水和物）として産出する。
硫酸マンガン(II)は金属マンガンや多くのマンガン化合物の前駆体となるため重要な物質であり、2005年には世界で2億6千万kgが生産された。

## 製法と用途
マンガン鉱石を精製する際は、通常、これを硫酸で処理して硫酸マンガン水溶液にすることにより精製する。この硫酸マンガン水溶液に炭酸ナトリウムを加えると炭酸マンガンの沈殿を生じる。沈殿した炭酸マンガンを煆焼すると、マンガン酸化物MnOxが得られる。5水和物は加熱により徐々に結晶水を失い、110℃付近で1水和物となる。1水和物は250℃付近から結晶水を失い、280℃で無水物となる。無水物は744℃で分解が始まり、酸化マンガン（Mn3O4）と硫酸ガス（SO3）を生じる。
実験室的製法のひとつとしては、二酸化マンガンと二酸化硫黄の反応による生成がある。
{\displaystyle {\ce {{MnO2}+ SO2 -> MnSO4}}}
硫酸マンガンは、ヒドロキノン製造やアニスアルデヒド製造などの、二酸化マンガンを酸化剤として使用する工業プロセスにおける副産物としても得ることができる。
硫酸マンガンを過マンガン酸カリウムで酸化処理すると、乾電池の材料として用いられる二酸化マンガンが得られる。

## 安全性
不燃性であるが上記のように加熱により分解し、硫黄酸化物を含む有害ガスを生じる。摂取により中枢神経系への影響や、遺伝性疾患のおそれがある。